# Curculio
Curculio Linnaeus, 1758 è un genere di insetti della famiglia Curculionidae (Coleoptera: Cucujiformia).

## Descrizione
Tutte le specie hanno la caratteristica di avere un rostro lungo e sottile, più sviluppato nella femmina e lungo talvolta fino a due volte il corpo.

## Tassonomia
Tra le centinaia di specie di Curculio, di cui almeno 11 presenti in Italia, si ricordano:
- Curculio elephas Gyllenhaal, 1836 – balanino delle castagne
- Curculio nucum Gyllenhaal, 1836 – balanino della nocciola
- Curculio glandium Marsham, 1802 – balanino delle ghiande
- Curculio vicetinum Cussigh, 1989 – specie scoperta sui Colli Berici[3]

### Sinonimi obsoleti
- Curculio pulverulentus Scopoli, 1763 = Lixus pulverulentus (Scopoli, 1763)
- Curculio angustatus Fabricius, 1775 = Lixus pulverulentus (Scopoli, 1763)